# نایتو شوسوکه
نایتو شوسوکه، نایتو کاتسوسوکه (به ژاپنی: 内藤勝介) (تولد نامشخص – مرگ نامشخص) یک سامورایی ژاپنی در دوره سنگوکو بود که به خاندان اودا خدمت می‌کرد. در سال ۱۵۳۵ هنگامی که اربابش اودا نوبوهیده پسر ارشد و جانشین خود اودا نوبوناگا را به عنوان مالک به قلعه ناگویا (ولایت اواری) فرستاد. نایتو شوسوکه به همراه سه نفر دیگر از ملازم خاندان اودا به نام‌های هایاشی هیده‌سادا، هیراته ماساهیده و آئویاما نوبوماسا را نیز با وی همراه کرد. این چهار نفر وظیفه هدایت و تربیت نوبوناگا را بر عهده داشتند. نایتو شوسوکه همچنین در نبردهای اودا نوبوهیده مانند نبرد آزوکی‌زاکا (۱۵۴۲) در سپاه او شرکت داشت. زمان مرگ وی مشخص نیست ولی قبل از سال ۱۵۶۸ میلادی درگذشته است.